# Giambattista Vasco

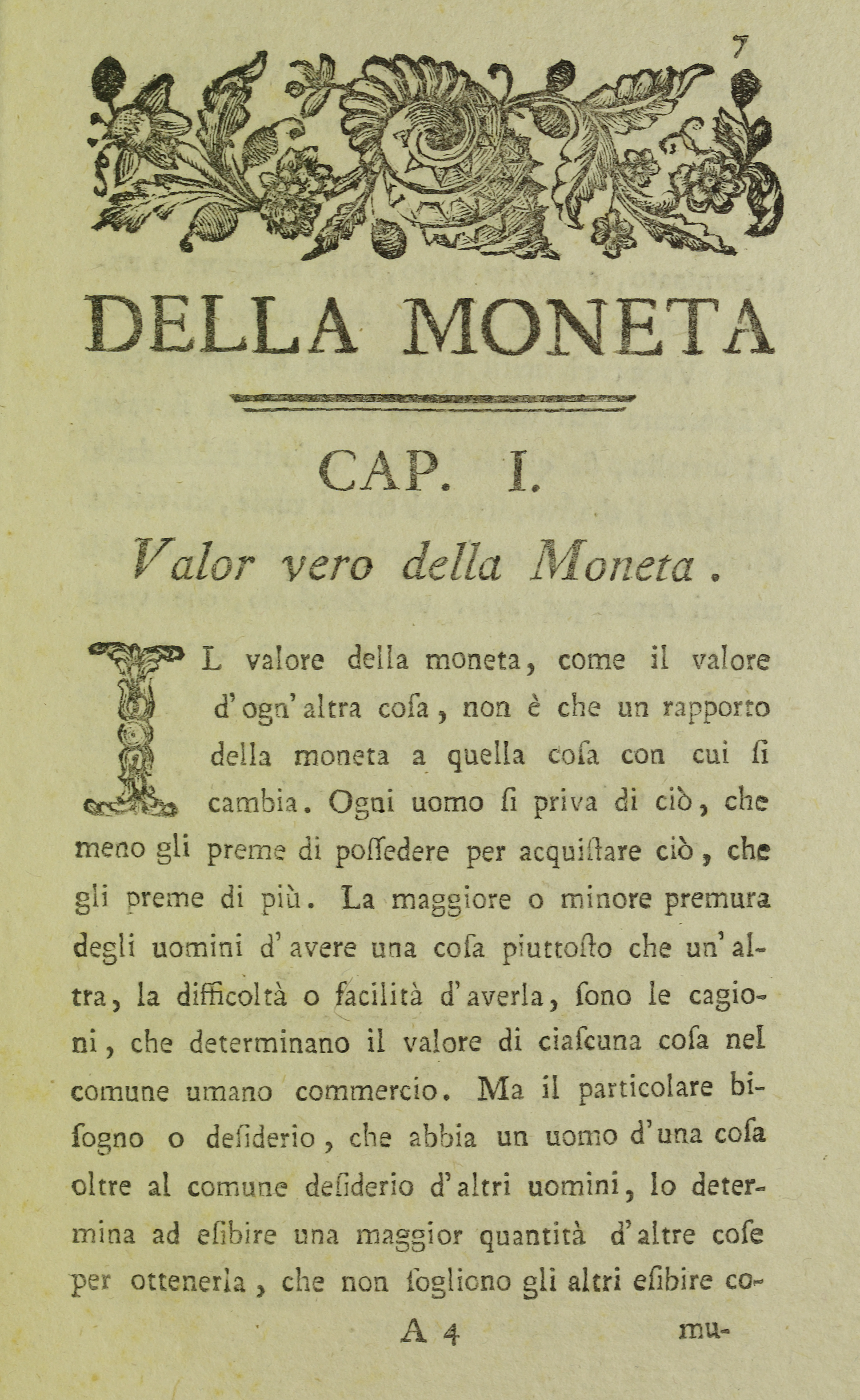
Chapitre I de Della moneta

Giambattista Vasco, né le 10 octobre 1733 à Mondovi et mort le 11 novembre 1796 à Rocchetta Tanaro, est un économiste et abbé italien.

## Biographie
Giambattista Vasco naquit en 1733, à Mondovi, où ses parents jouissaient de quelque aisance et d’une certaine considération. Cadet de famille entré dans les ordres sans vocation, il n’hésita pas à dévoiler les vices de quelques membres du clergé. Après des tiraillements sans nombre, il se vit obligé de renoncer à l’exercice de sa profession, et comme banni de fait. Heureusement, car sans cette circonstance il se fût trouvé, pendant un temps du moins, dépourvu de tout moyen d’existence, un de ses amis, le marquis Nicolao Incisa della Rocchetta, le recueillit en son château, et par les preuves d’estime dont il l’entoura publiquement, empêcha qu’il ne succombât sous les attaques dénigrantes de ses persécuteurs. C’est dans cette honorable et paisible retraite que Vasco, réduisant en quelque sorte en théorie ce dont il avait le spectacle sous les yeux, dans les domaines de son sage protecteur, publia sa Félicité publique considérée chez les cultivateurs de leurs propres terres, 1769 ou 1770. L’ouvrage trouva presque immédiatement un traducteur français et jouit d’un certain retentissement non-seulement en Italie, mais à Paris et en Suisse. La même année 1771, il remportait le prix proposé par la Société libre d'économie de Saint-Pétersbourg ; et en 1772, il envoyait à l’Académie des sciences de Turin son Essai politique sur la monnaie. Cinq ans après, ayant résolu de concourir pour un prix que proposait l’Académie de Vérone, il n’envoya son mémoire que trop tard pour être lu en temps utile ; mais l’Académie, sur le rapport que lui fit sa commission, lui témoigna, ne pouvant déroger aux conditions de son programme, sa satisfaction de voir la question si bien résolue en l’admettant, de son propre mouvement, parmi ses membres. Nous le retrouvons encore, en 1788, menant de front la solution de deux problèmes de première importance, ou pour l’humanité tout entière, ou pour l’Italie, posés par l’Académie des sciences de Turin, l’un sur la mendicité, l’autre sur les moyens de pourvoir à la subsistance des employés à la filature de la soie. Sa réputation alors avait franchi l’horizon primitif : Joseph II le consultait sur les matières économiques et financières, et s’il ne fût mort prématurément, nul doute que Vasco, appelé à sa cour, n’eût joui près de lui d’un haut crédit et n’eût été revêtu de fonctions importantes. Mais dès 1790, l’aîné des fils de Marie-Thérèse laissait le trône à d’ineptes collatéraux. Vasco mourut au mois de novembre 1796.

## Œuvres
Toutes ses œuvres, après avoir été la plupart imprimées séparément, se trouvent dans la Bibliothèque des économistes italiens (en italien, bien entendu) de Pietro Custodi. Outre celles que nous avons citées ou que nous n’avons fait qu’indiquer, il faut distinguer :
- Réponse à la question proposée par l’Académie royale des sciences de Turin, suivant son programme du 4 janvier 1778, à savoir : Quels sont les moyens de soutenir ceux qui sont employés à tordre la soie dans les filatures, etc., Turin, 1788, in-8° ;
- Réponse au comte Félix Sammartino della Motta, qui avait fait paraître quelques observations au sujet de l’ouvrage précédent, Turin, même année ;
- De l’université des arts et métiers, Milan, 1793, in-8° ;
- divers mémoires dans les Œuvres choisies, parues à Milan, parmi lesquels : De la perte des chrysalides en germe ; — Le nettoyage de la soie. Ces derniers écrits dans les tomes 4-5 du Recueil de l’académie des sciences de Turin.
- La Liberté de l’intérêt (L’usura libera, tel est le titre italien), Milan, 1792, in-8°. Cet ouvrage aujourd’hui n’apprendrait plus rien aux adeptes consommés de l’économie politique. Tous savent qu’usura en latin (d’où son sens en italien) ne veut dire qu’intérêt et n’exprime nullement ce que le français entend par « usure; » tous savent qu’en fait l’intérêt, tout réprouvé qu’il fut longtemps par l’Église, n’a jamais froissé les consciences délicates et même est entré dans les mœurs, tandis qu’en droit il est la rémunération d’un service rendu (la disponibilité d’un capital) et la compensation d’un risque (la perte) ; tous savent enfin que le taux de l’intérêt varie suivant l’importance du service ou bénéfice que procurera ce service, et suivant la gravité du risque. Mais ces vérités, populaires aujourd’hui, étaient alors des nouveautés en tout pays, et des hardiesses en Italie. Vasco fut un de ceux qui, par leurs propres forces, ont le mieux élucidé ces questions si mal comprises alors, si controversées depuis : il les a prises et reprises sous toutes les faces, il les a simplifiées par degrés ; et après avoir tracé l’origine, analysé les conditions, classé les diverses espèces de prêt, il conclut, en arrivant au dernier problème (le taux de l’intérêt), que pour contenir l’intérêt dans les limites les plus équitables, le meilleur moyen c’est la liberté de transactions la plus grande possible, relativement aux circonstances particulières dans lesquelles chacun se trouve.

Nous ne terminerons pas cette esquisse sans indiquer le sujet des autres grands mémoires de Vasco. La question de la Société libre d'économie de Saint-Pétersbourg roulait sur le phénomène de l’extension à la classe des paysans du droit d’avoir, en pleine propriété, des biens fonciers. En voici les termes : « Est-il plus utile au bien public que les paysans possèdent des terres en propriété ou seulement des biens meubles ? Et jusqu’où doivent s’étendre les droits des paysans sur les terres pour que le public en retire le plus grand avantage ? » La question de l’Académie de Vérone avait pour objet les corporations des arts et métiers : Vasco montra combien ces institutions du Moyen Âge non-seulement étaient devenues inutiles en même temps que vexatoires, mais s’opposaient à tout progrès, soit comme perfectionnement des progrès, soit comme abaissement des prix. On a pu voir plus haut les sujets proposés par Turin, soit en 1785, soit en 1772. Voici le titre de ce dernier, en italien : Della moneta, saggio politico. Les opuscules et fragments de moindre importance, lesquels ne se trouvent que dans la collection Custodi, sont réunis sous le titre général de : Annunzi ed Estratti sopra diversi oggetti di economia politica. Disons enfin que le traducteur de la Félicité publique est Bréard de l’Abbaye.

## Textes en ligne
- (it) I contadini : la felicità pubblica considerata nei coltivatori di terre proprie, Brescia, Giammaria Rizzardi, 1769 (lire en ligne)
- (it) Della naturale umana bipede positura : lettera critica, Milan, Giuseppe Galeazzi, 1770 (lire en ligne)
- (it) Della moneta : saggio politico, Turin, Stamperia reale, 1788 (lire en ligne)
- (it) L'usura libera : risposta al quesito proposto da Giuseppe II imperadore, Milan, Luigi Veladini, 1792 (lire en ligne)
- (it) Delle universita delle arti e mestieri : dissertazione, Milan, Luigi Veladini, 1793 (lire en ligne)